# Кирбайчяй
Кирбайчяй (лит. Kirbaičiai) — заброшенная деревня в Кайряйском старостве Шяуляйского района Шяуляйского уезда Литвы. Входит в состав Шиленайской сянюнайтии.

## Расположение и общая характеристика
Находится в юго-западной части Кайряйского староства около западного берега озера Гуделю, в 3 км южнее административного центра староства — местечка Кайряй, и в 5 км восточнее административного центра района — города Шяуляй.

## История
С 1950 года по 1991 год окрестные сельскохозяйственные земли принадлежали колхозу «Великий Октябрь» (лит. Didysis spalis).
Административное подчинение: 

С 1950 года по 1995 год деревня входила в состав Кайряйской апилинки
С 1995 года входит в состав Кайряйского староства.
В 2009 году была включена в Шиленайскую сянюнайтию.

## Население
Согласно данным переписи населения Литвы 2001 года, в деревне Кирбайчяй не проживало ни одного человека.

## Ближайшие населённые пункты
| С-З | Шяуляй | Прочюнай    | Вегеляй   | С-В |
| З   | Зокняй | Роза ветров | Гудяляй   | В   |
| Ю-З |        | Бацёняй     | Шнюрайчай | Ю-В |